# Cadila Healthcare
Cadila Healthcare est une entreprise indienne pharmaceutique, basée à Ahmedabad. Elle est notamment spécialisée dans la fabrication de médicaments génériques.

## Histoire
En mai 2015, Cadila est en cours de discussion pour acquérir l'entreprise indienne Claris Lifesciences pour environ 534 millions de dollars.